# Valerie Nichol
Valerie Nicole Nichol (Normal, 29 aprile 1994) è una pallavolista statunitense, palleggiatrice dell'Athletes Unlimited.

## Carriera

### Club
La carriera di Valerie Nichol inizia nei tornei scolastici statunitensi, con la University HS di Normal, in Illinois. Al termine delle scuole superiori entra a far parte della Purdue, partecipando alla NCAA Division I dal 2011 al 2014, ricevendo anche qualche riconoscimento individuale.
Nella stagione 2015-16 firma il suo primo contratto professionistico, approdando nella 1. Bundesliga tedesca per vestire i colori del MTV Stoccarda, col quale raggiunge le finali scudetto e di coppa nazionale, mentre nella stagione seguente si aggiudica la Supercoppa tedesca e la Coppa di Germania.
Nel campionato 2017-18 si trasferisce in Polonia, dove difende i colori del Wrocław nella Liga Siatkówki Kobiet, dove gioca anche nel campionato seguente, vestendo però la maglia del ŁKS; a fine gennaio 2019, tuttavia, chiede e ottiene la rescissione del contratto con la formazione polacca.
Fa quindi ritorno nella massima divisione tedesca nella stagione 2019-20, difendendo i colori del Potsdam. In seguito rientra in patria, disputando la prima edizione dell'Athletes Unlimited: al termine del torneo si trasferisce a Porto Rico, dove partecipa alla Liga de Voleibol Superior Femenino 2021 con le Pinkin de Corozal. Nel 2022 prende parte alla seconda edizione dell'Athletes Unlimited.

## Palmarès

### Club
- Coppa di Germania: 1

2016-17
- Supercoppa tedesca: 1

2016

### Premi individuali
- 2013 - All-America Third Team
- 2013 - NCAA Division I: Lexington Regional All-Tournament Team